# Choe Kwang-ryool
Choe Kwang-ryool (* 1. August 1936 in Seoul) ist ein südkoreanischer Jurist. Von September 1988 bis September 1994 war Choe Richter am Verfassungsgericht Südkoreas.

## Leben
Choe Kwang-ryool studierte bis 1958 Rechtswissenschaften an der Seoul National University. Seine Laufbahn begann Choe 1962 als Richter am Bezirksgericht Daejeon und arbeitete bis 1969 als Richter an verschiedenen Gerichten im Gerichtsbezirk Seoul. Ab 1969 war er als Rechtsanwalt tätig. 1987 wurde er zum Mitglied der koreanischen Kommission für lauteren Handel ernannt und hatte diese Stelle bis zu seinem Amtsantritt als Verfassungsrichter inne.
Am 12. September 1988 nominierte Präsident Roh Tae-woo Choe zusammen mit Cho Kyu-kwang und Kim Yang-kyun als Richter für das Verfassungsgericht. Am 19. September wurde er von Roh Tae-woo zusammen mit den anderen acht Nominierten zum Richter am Verfassungsgericht ernannt. Bis zur Novellierung des Verfassungsgerichtsgesetz am 30. November 1991 war Choe nur als nicht-ständiger Richter tätig, ab dann dienten alle Richter am Verfassungsgericht in Vollzeit. Nach dem Ende seiner Amtszeit am 14. September 1994 begann Choe wieder als Rechtsanwalt zu arbeiten.
Anfang 2016 spendete Choe seine über 9000 Bände umfassende Privatbibliothek an die Bibliothek des Verfassungsgerichts.

## Auszeichnungen
Am 30. April 1983 wurde Choe der Order of Civil Merit der Republik Korea (Südkorea) (국민훈장) II. Klasse, Meran Orden (모란장), verliehen.